# ویکتوریا آوینته
ویکتوریا آوینته یک شیمی‌دان ترک است. آوینته استاد برجسته دانشگاه بغازیچی است . علایق تحقیقاتی وی شامل شیمی محاسباتی و مدل سازی مولکولی است. آوینته دوره های بی اس(۱۹۷۳) ، ام اس(۱۹۷۷) و دکترا را به پایان رساند. (۱۹۸۳) در دانشگاه بغازیچی . 